# Jesús Jiménez Núñez
Jesús Jiménez Núñez (Leganés, Madrid, 5 de noviembre de 1993), más conocido futbolísticamente como Jesús Jiménez, es un futbolista español que juega como delantero en el Bruk-Bet Termalica Nieciecza de la Ekstraklasa.

## Trayectoria
Se formó en la cantera del C. D. Leganés. En la temporada 2012-13 forma parte del filial pepinero y más tarde jugó en varios equipos de la Comunidad de Madrid como A. D. Unión Adarve, A. D. Alcorcón "B" y Atlético de Pinto.
Posteriormente pasó por el C. D. Illescas y el C. F. Talavera de la Reina, con el que anotó diez goles en 35 partidos en su segunda temporada antes de marcharse en mayo de 2018 a Polonia para jugar en el Górnik Zabrze hasta 2021.
En Alta Silesia compartió pareja atacante con el también español Igor Angulo, marcando entre ambos más de veinte goles durante la temporada 2019-20.
En total anotó 43 goles, además de dar 25 asistencias, en 134 partidos con el conjunto polaco antes de marcharse el 7 de febrero de 2022 al Toronto Football Club de la Major League Soccer después de que estos abonaran su cláusula de rescisión. Firmó con su nuevo equipo un contrato hasta el año 2024. En las filas del conjunto canadiense, sumó 9 goles y tres asistencias en 33 partidos de temporada regular.
El 20 de febrero de 2023 fichó por el FC Dallas de la Major League Soccer, que dirigía el técnico Nico Estévez, en un intercambio con su anterior equipo.
El 7 de febrero de 2024 firmó por el O. F. I. Creta F. C. para jugar en la Superliga de Grecia. Allí completó la temporada y a finales de agosto se marchó al Kerala Blasters. Esta experiencia duró un año y en julio de 2025 volvió a Polonia tras unirse al Bruk-Bet Termalica Nieciecza.

## Clubes
| Club                         | País           | Año       |
| ---------------------------- | -------------- | --------- |
| C. D. Leganés "B"            | España         | 2012-2013 |
| A. D. Unión Adarve           | España         | 2013-2014 |
| A. D. Alcorcón "B"           | España         | 2014-2015 |
| Atlético de Pinto            | España         | 2015      |
| C. D. Illescas               | España         | 2015-2016 |
| C. F. Talavera de la Reina   | España         | 2016-2018 |
| Górnik Zabrze                | Polonia        | 2018-2022 |
| Toronto F. C.                | Canadá         | 2022      |
| FC Dallas                    | Estados Unidos | 2023-2024 |
| O. F. I. Creta F. C.         | Grecia         | 2024      |
| Kerala Blasters              | India          | 2024-2025 |
| Bruk-Bet Termalica Nieciecza | Polonia        | 2025-     |